# Swietłana Szewielewa
Swietłana Władimirowna Szewielewa (ros. Светлана Владимировна Шевелева; ur. 26 stycznia 1997 w Moskwie) – rosyjska szablistka, srebrna medalistka mistrzostw świata.
W 2015 roku zdobyła srebro drużynowo na mistrzostwach świata juniorów w Taszkencie. Na rozgrywanych rok później mistrzostwach świata juniorów w Bourges zdobyła złoto drużynowo i brąz indywidualnie. Zdobyła również złoty medal drużynowo na mistrzostwach świata juniorów w Płowdiwie w 2017 roku.
Podczas mistrzostw świata w Wuxi w 2018 roku Rosjanki w składzie: Sofija Pozdniakowa, Sofja Wielika, Swietłana Szewielewa i Jana Jegorian wywalczyły srebrny medal. W rywalizacji indywidualnej zajęła tam 15. miejsce.
Na mistrzostwach Europy w Nowym Sadzie (2018) zdobyła złoty medal drużynowo i brązowy indywidualnie.
Znalazła się w kadrze Rosyjskiego Komitetu Olimpijskiego na igrzyska olimpijskie w Tokio, jednak ostatecznie nie wystartowała w żadnej z konkurencji.